# 1121
Năm 1121 là một năm trong lịch Julius.